# Kakovolo
Kakovolo (in greco moderno: Κακόβολο) è la montagna più alta dell’isola di Citno nella regione delle Cicladi, Grecia con i suoi 356 metri s. l.m.

## Descrizione
Kakovolo si trova sul lato nord-ovest di Citno. La sua vetta è a 356 metri ed è il punto più alto di tutta l'isola. Nella zona di Kakovolo sono stati rinvenuti resti di insediamenti risalenti all'era delle prime Cicladi (antica età del bronzo). La montagna è stata associata a credenze e leggende popolari da parte degli abitanti dell’isola.
Sulle pendici della montagna sono situate numerose miniere abbandonate. Nel periodo di massima attività erano impegnati nel sito come minatori non solo i residenti dell’isola, ma anche altri lavoratori provenienti da altre località. I minerali, dopo la loro estrazione, venivano caricati sulle navi nel porto di Loutrà per essere trasportati verso la terra ferma. Nel secolo scorso iniziò l’inesorabile declino del sito minerario per poi essere definitivamente abbandonato. Attualmente nella zona di Kakovolo è possibile incamminarsi sui numerosi sentieri per vivere esperienze di trekking con piacevoli escursioni panoramiche.